# Bildstock Aschhäuser Weg (Oberkessach)

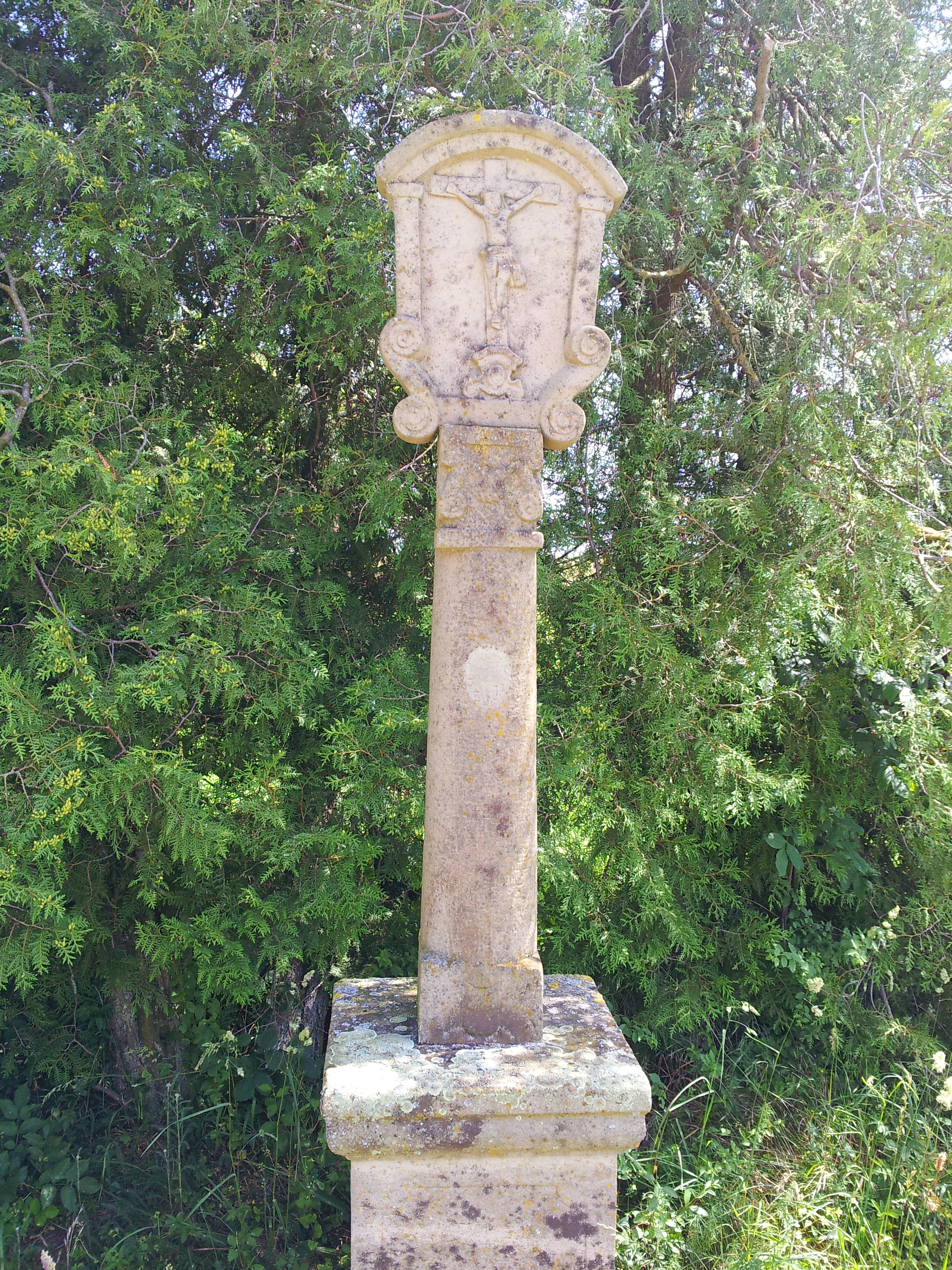
Bildstock in Oberkessach

Der Bildstock Aschhäuser Weg in Oberkessach, einem Ortsteil der Gemeinde Schöntal im baden-württembergischen Hohenlohekreis, steht in Richtung Aschhausen an der Abzweigung des Feldweges zur Enzhalde.
Der Bildstock (Bildstock Nr: 260018) besteht aus einem gestuften Sockel, dem Pfeilerschaft und einem Aufsatz mit Relief Christus am Kreuz. Er wurde vermutlich Ende des 18. Jahrhunderts aufgestellt. Die Inschrift im Sockel ist unleserlich.